# Проекция максимальной интенсивности

Изображение мыши (компьютерная томография), построенное по методу проекций максимальной интенсивности (без весовых коэффициентов).

ОФЭКТ, визуализированное MIP мыши

Метод проекции максимальной интенсивности (англ. maximum intensity projection, сокращённо MIP) — метод компьютерной визуализации скалярной воксельной информации. То есть, пространство делится на участки (воксели), и для каждого из них задана «интенсивность», как, например, в томографии.
Метод проекции максимальной интенсивности крайне прост и позволяет при небольших вычислительных затратах показать положение в трёхмерном пространстве наиболее ярких участков трёхмерного объекта — таких, как опухоли. С протяжёнными объектами примерно постоянной интенсивности (такими, как рёбра на анимации справа) метод проекции максимальной интенсивности справляется хуже.

## Алгоритм
Пусть нужно отобразить трёхмерное «облако» переменной интенсивности. Проводим из точки обзора прямую через каждый пиксель; цвет этого пикселя соответствует максимальной интенсивности той части облака, которая пересекается с прямой.
Можно и наоборот:
```
для всех вокселей «облака»
  если интенсивность[вокселя]≠0
    для всех пикселей, на которые проецируется воксель
      интенсивность[пикселя] = max(
           интенсивность[пикселя], интенсивность[вокселя])
```

Проекция может быть как параллельной, так и перспективной. Если разрешение рендеринга ниже, чем разрешение воксельных данных (что обычно и бывает), внутренний цикл без особых потерь качества изображения можно свести к одной итерации.

### Модифицированный метод максимальной интенсивности
Параллельные проекции максимальной интенсивности одного и того же объекта с противоположных сторон — это две зеркально-симметричных картинки. Другими словами, зритель не может отличить дальнее от ближнего, а вращение по часовой стрелке — от вращения зеркально-симметричного объекта против часовой. Чтобы справиться с этим артефактом, применяются весовые коэффициенты (ближние воксели отображаются более ярко, чем дальние).
```
для всех вокселей «облака»
  если интенсивность[вокселя]≠0
    для всех пикселей, на которые проецируется воксель
      интенсивность[пикселя] = max(
           интенсивность[пикселя], 
           интенсивность[вокселя] * k(расстояние до вокселя))
```